# Viola trinervata
Viola trinervata (Howell) Howell ex A.Gray – gatunek roślin z rodziny fiołkowatych (Violaceae). Występuje endemicznie w Stanach Zjednoczonych – w Oregonie i stanie Waszyngton. W całym swym zasięgu jest gatunkiem bliskim zagrożeniu. 

## Morfologia

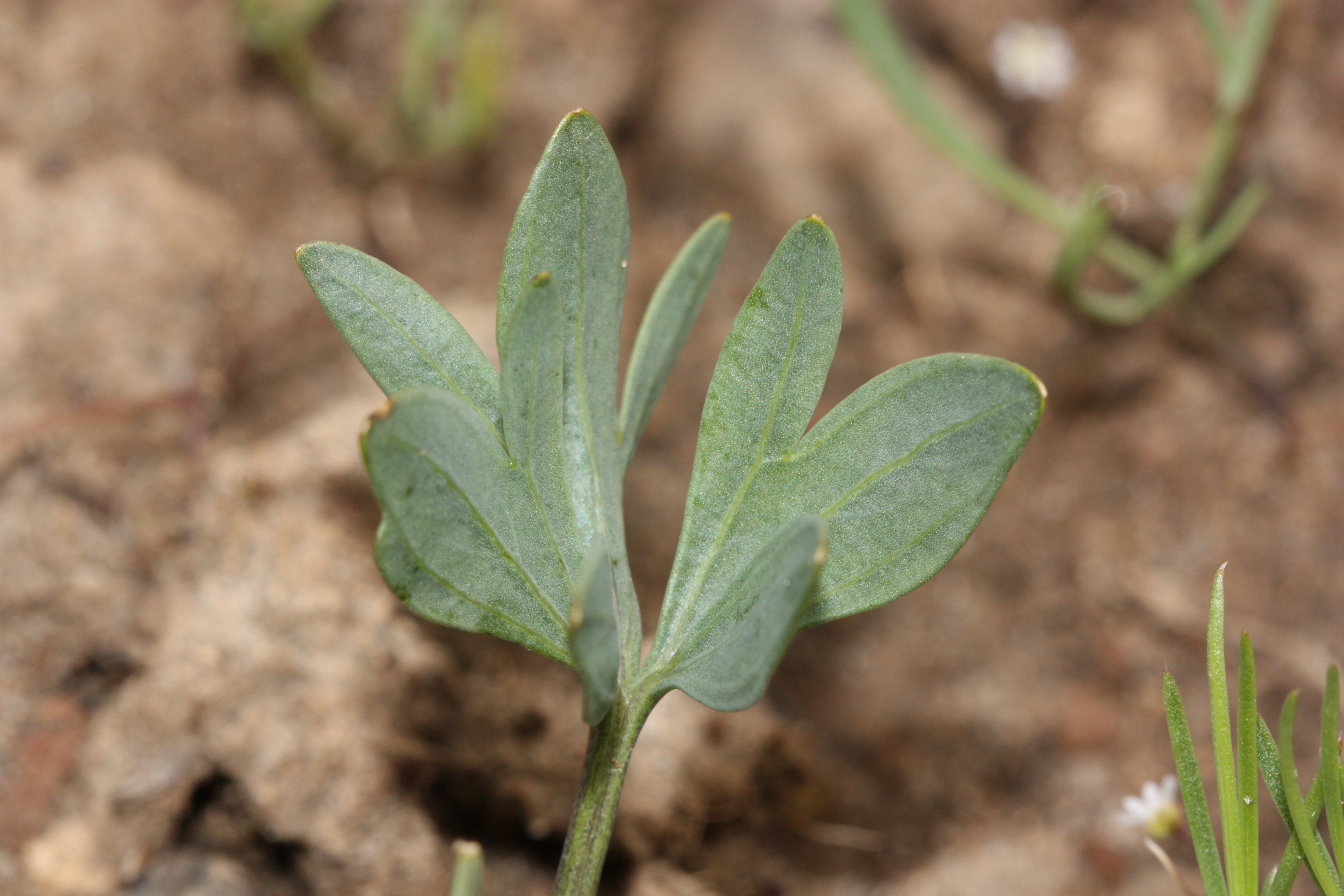
Liść

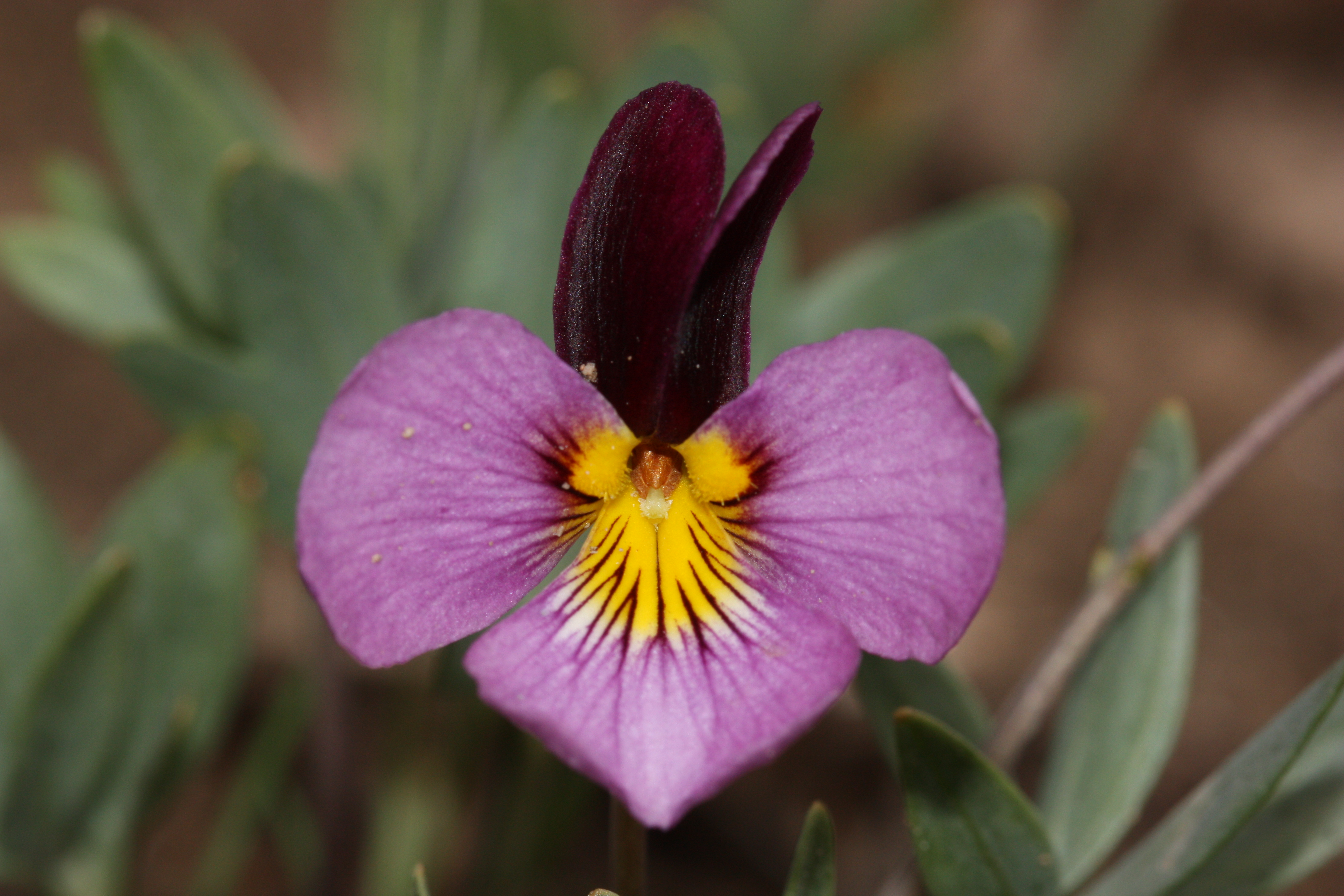
Kwiat

PokrójBylina dorastająca do 5–15 cm wysokości. Pędy w liczbie od jednego do czterech, podnoszą się, są płożące lub wyprostowane, nagie, około połowa ich długości jest podziemna.
LiścieLiście odziomkowe w liczbie od jednego do siedmiu, ich blaszka liściowa jest skórzasta i pierzasta, ma w zarysie kształt od nerkowatego lub owalnego do mniej więcej okrągłego, mierzy 2–5 cm długości oraz 2,5–5 cm szerokości, złożona z 3–5 listków, z których każdy podzielony jest na 2–3 eliptyczne lub lancetowate klapy o szerokości 2–7 mm, jest zazwyczaj całobrzega, ma zwężająca się nasadę i ostry lub nagle zaostrzony wierzchołek, jej powierzchnia jest naga, mniej lub bardziej gładka, od spodu zwykle widoczne są żyłki równoległe do każdego brzegu, ogonek liściowy jest nagi i osiąga 4,5–15 cm długości, przylistki przylegają do ogonków, formując dwa równowąsko lancetowate skrzydła, całobrzegie, o ostrym wierzchołku. Liście łodygowe są podobnej wielkości co odziomkowe, lecz mierzą 1–3 cm długości oraz 2–4,5 cm szerokości, mają krótsze ogonki liściowe (1–5,5 cm długości), a przylistki są lancetowate.
KwiatyPojedyncze, osadzone na nagich szypułkach o długości 1,1–7 cm, wyrastających z kątów pędów. Mają działki kielicha o lancetowatym kształcie. Dwa górne płatki mają ciemno czerwonawofioletową barwę na obu powierzchniach, często nachodzą na siebie, trzy płatki dolne mają liliową (sporadycznie białą) barwę, dwa boczne są brodate, z żółtą łatką u podstawy oraz położoną dystalnie od niej czerwonawo-fioletową plamką, najniższy płatek mierzy 9–15 mm długości, z żółtą łatką i ciemno czerwonawofioletowymi żyłkami, posiada garbatą ostrogę o długości 0,6–1,5 mm i żółtej barwie. Główka słupka jest brodata.
OwoceNagie torebki mierzące 7–12 mm długości, o jajowatym kształcie. Nasiona mają brązową barwę i osiągają 3,2–4,5 mm długości.

## Biologia i ekologia
Rośnie na równinach w towarzystwie bylicy, terenach suchych, kamienistych zboczach, zwykle na żwirowym podłożu. Występuje na wysokości od 400 do 1200 m n.p.m. Kwitnie od marca do maja. 